# Michele Vasconcelos
Jennifer Michele Vasconcelos (Sandy, Utah, 11 de mayo de 1994) es una futbolista estadounidense que juega de delantera para el Portland Thorns de la National Women's Soccer League de Estados Unidos.

## Trayectoria
En 2016, Vasconcelos jugó para el Real Salt Lake Women en la United Women's Soccer, la segunda categoría del fútbol femenino en Estados Unidos.
En 2017, fue elegida por el Chicago Red Stars en 11.° lugar en el draft universitario de la NWSL, pero no pudo jugar esa temporada por estar embarazada de su primer hijo.

## Estadísticas

### Clubes
| Club                  | País           | Año             |
| --------------------- | -------------- | --------------- |
| Real Salt Lake Women  | Estados Unidos | 2016            |
| Chicago Red Stars     | Estados Unidos | 2018 - 2020     |
| Utah Royals           | Estados Unidos | 2020            |
| Kansas City Current   | Estados Unidos | 2021            |
| Sevilla F.C. (cedida) | España         | 2021 - 2022     |
| Portland Thorns       | Estados Unidos | 2022 - presente |

## Palmarés

### Títulos nacionales
| Título                         | Club            | País           | Año  |
| ------------------------------ | --------------- | -------------- | ---- |
| National Women's Soccer League | Portland Thorns | Estados Unidos | 2022 |